# Quasi-Zenith
Het Japanse Quasi-Zenith Satellite System of ook wel QZSS genoemd, is een civiel plaatsbepalingssysteem voor Azië en de Stille Oceaan. Het bestaat uit drie satellieten waarvan de eerste in 2009 gelanceerd werd. Die satellieten bevinden zich op drie banen die 120° lengte van elkaar liggen. Er wordt een achtvormige figuur met inclinatiehoek van 70° beschreven ten opzichte van de evenaar. QZSS is zo ontworpen dat ten minste een van de drie satellieten zich boven Japan bij het zenit bevindt.

## Samenstelling
Het QZSS-systeem bestaat uit de volgende verschillende componenten:
RuimtesegmentHet ruimtesegment bestaat uit drie satellieten die zich bevinden op drie verschillende banen.
Deze banen zijn elliptisch, waarbij de afstand tussen de satelliet en de aarde afhankelijk is van waar de satelliet zich in de baan bevindt.
De banen zijn tevens geosynchroon waarbij de satelliet een omlooptijd om de aarde heeft die gelijk is aan de omwenteling van de aarde. Een antenne die gericht is op de satelliet zal dan het satellietsignaal voortdurend ontvangen.
De satellieten dekken hetzelfde gebied, bevinden zich op een hoogte van 42.164 km en op 120° van elkaar. Door de grote inclinatiehoek van 70° hebben de satellieten een polaire baan.
Tevens maken ze steeds achtjes in de buurt van de lengtegraad van Tokyo, met het kruispunt van de acht recht boven de evenaar en op de lengtegraad van Tokyo.
GrondsegmentHet grondsegment bestaat uit negen monitor-stations die de satellieten controleren en hun banen berekenen. Tevens is er een TT&C Up-link station (Telemetry, Tracking & Navigation) dat de satellieten volgt en navigatiegegevens naar de satellieten zendt.
GebruikerssegmentHet gebruikerssegment bestaat uit de ontvangers die de positie moeten berekenen.

## Compatibiliteit met andere systemen
QZSS zendt in totaal zes signalen uit waarvan er vijf signalen compatibel zijn met GPS. Het zesde signaal is compatibel met Galileo.

## Coördinatensysteem en referentietijd
QZSS gebruikt het Japanse navigatie geodetisch systeem of JGS als coördinatensysteem. Het verschil met WGS84 van GPS is minder dan 2 cm. De QZSS-referentietijd is gesynchroniseerd op de gps-referentietijd.

## Dekking
Het dekkingsgebied hangt van de elevatie af. Bepaalde gebieden zijn altijd gedekt terwijl andere gebieden maar een paar uur per dag gedekt zijn.

## Sterkte van het signaal
Het signaal heeft een maximale sterkte voor gebieden direct onder de satelliet. Hoe verder weg van de verticaal, hoe zwakker het signaal wordt, doordat het verspreid is over een groter gebied.